# ゴンサロ・セバスティアン・ガルシア
ゴンサロ・セバスティアン・ガルシア（Gonzalo Sebastián García, 1987年2月6日 - ）は、アルゼンチン・ブエノスアイレス出身のサッカー選手。CAオール・ボーイズ所属。ポジションはDF。

## 経歴
2007年、アルゼンチンU-20代表として南米ユース選手権に出場した。アルゼンチンが優勝したFIFA U-20ワールドカップには参加できなかった。
2017年8月31日、エッチェッレンツァ（イタリア5部相当）のGSDアトレティコ・ヴィエステに加入した。